# Сканави, Иван Алексеевич
Иван Алексеевич Сканави (род. 1996, Москва) — российский виолончелист. Сын пианиста Алексея Сканави, внучатый племянник пианиста Владимира Сканави.
Учился в Детской музыкальной школе Академического музыкального колледжа при Московской консерватории у Тамары Алексеевой, затем в самом Академическом колледже и в Московской консерватории в классе Алексея Селезнёва и наконец в Веймарской Высшей школе музыки у Вольфганга Эмануэля Шмидта. Лауреат ряда юношеских конкурсов, в 2022 году выиграл Международный конкурс виолончелистов имени Эммануэля Фойермана в Берлине, исполнив в финале Второй виолончельный концерт Дмитрия Шостаковича.
В 2022 году вместе с пианисткой Диной Ивановой выпустил первый диск Dimensions (с англ. — «Измерения»), в состав которого вошли Соната для виолончели и фортепиано № 1 Альфреда Шнитке, две пьесы Арво Пярта (Fratres и Spiegel im Spiegel) и два произведения Эдварда Грига — Третья скрипичная соната и «Сон» (норв. En Dröm), оба в собственном переложении Сканави для виолончели и фортепиано.